# Lithophane unimoda
Lithophane unimoda är en fjärilsart som beskrevs av Joseph Albert Lintner 1878. Lithophane unimoda ingår i släktet Lithophane och familjen nattflyn. Inga underarter finns listade i Catalogue of Life.